# Queda dos Mutantes
"A Queda dos Mutantes" é uma saga da Marvel Comics publicada entre janeiro e março de 1988. Foi publicada em três revistas mutantes: Uncanny X-Men (#225–227), X-Factor (#24–26), e New Mutants (#59–61).[carece de fontes?]

## História
Os X-Men e a Irmandade vão para Dallas, onde Tempestade procura por Forge, mas encontra Nazé, ancião xamã da tribo Cheyennes e mentor de Forge. Ele diz a Tempestade que Forge é aliado de uma entidade cósmica chamada Adversário e para salvar o mundo ela terá que matá-lo. Depois de quase matar Forge, Tempestade descobre que Nazé é na verdade o próprio Adversário, que a está usando.
Depois de uma batalha atemporal no prédio de Forge, Adversário é vencido, mas para isso, Forge teve que sacrificar a vida dos X-Men.
Forge é acusado por Mística da morte dos X-Men, mas então, Tempestade, Wolverine, Destrutor, Cristal, Longshot, Psylocke, Vampira e Madelyne são revividos pela Guardiã Celestial, Roma.
Dados como mortos, Tempestade coloca seu plano Ômega em prática: forma uma nova base na Austrália, enquanto Magneto cuidava dos Novos Mutantes após a morte do Professor X que se encontrava no espaço se recuperando.

## Publicação no Brasil
Foi publicada pela Editora Abril em 1992 nas páginas de Superalmanaque Marvel #5. A saga ganhou uma republicação pela Panini Comics em 2013, compilada em três volumes.